# Avvistamenti di luce del 1492
Gli avvistamenti di luci del 1492 si riferiscono a una serie di rapporti dell'equipaggio del navigatore Cristoforo Colombo al primo viaggio verso le Americhe circa la presenza di luci di natura sconosciuta la notte dell'11 ottobre 1492 avvistate dai membri delle tre caravelle Santa Maria, Pinta e Niña poco prima della costa di San Salvador (Bahamas). Gli avvistamenti furono riportati nel diario di bordo di Colombo e in Vita dell'Ammiraglio di Fernando Colombo oltre che in Pleitos Colombinos (una causa che ha coinvolto gli eredi di Colombo) e altre fonti.
Colombo descrisse la luce "come una piccola candela che si levava e si agitava, sembrando una sorta di indicazione di terra". Per l'avvistamento ricevette un premio reale. Suo figlio Ferdinando anche la descrisse come una candela che andava su e giù.

## Storia
Colombo, che a volte si riferiva a se stesso rivolgendosi in terza persona, appuntò gli eventi nel suo diario. In base a quanto rapportato, un marinaio di vedetta di nome Rodrigo de Triana vide per primo la luce alla "decima ora della notte", ma non seppe accertarne l'origine per la debolezza di intensità ragion per cui contattò Pero Gutierrez per chiedere ragguagli. Più tardi Colombo spiegò che la luce fu "un segno di Dio e prima, vera e positiva indicazione di una terra".
Calcolato che le navi viaggiavano a dodici leghe all'ora dell'avvistamento, a due leghe di distanza dalla prima landa di terra rappresentata dall'isola di Watling, si potrebbe supporre che la luce potesse provenire proprio dall'isola come anche creduto da Colombo. Giudicando la distanza delle navi e i rapporti sui dati presentati, L. T. Gould suppone che la sorgente della luce fosse distante di circa 35 miglia a est delle terre.

## Spiegazioni proposte

### Origine artificiale
Una spiegazione alternativa fu offerta da Bartolomé de las Casas, secondo cui per necessità di riscaldamento o semplice accomodo, i nativi americani avrebbero potuto appiccare fuoco a pezzi di legno (come pini o sterpaglie) e accendere torce per illuminare i villaggi nelle ore notturne. Data la relativa vicinanza con le coste, che però al buio venivano a meno, per l'equipaggio di Colombo non sarebbe stato difficile scambiare luci provenienti da villaggi per oggetti luminosi di entità sconosciuta. La versione di Casas fu abbastanza sostenuta sino a che non si scoprì che all'ora degli avvistamenti (22 di sera) l'equipaggio si trovava a più di 35 miglia da qualsiasi costa, distanza che avrebbe reso impossibile la vista di fuochi provenienti da terra.

### Bioluminescenza
Josiah Marvel ha proposto la teoria secondo la quale le luci sarebbero state causata dalla bioluminescenza dei protozoi presenti sulle rocce dal banco di Mouchoir. Ciò verrebbe però a discordare con la forma puntiforme riportata dagli avvistamenti della forma di una "piccola candela di cera" che suggerisce una diversa sorgente di luce. Secondo L.R. Crawshaw del Marine Biological Association Laboratory di Plymouth, un esemplare femmina singolo di Odontosyllis (verme di fuoco della Bermuda) può avere una brillantezza intervallata da periodi di luminosità eccessiva e debole, cosa che gli consentirebbe di apparire con la forma di una candela. Tuttavia una ricerca successiva ha mostrato che l'attività bioluminescente di Odontosyllis è limitata ad alcuni giorni dopo la luna piena, il che escluderebbe tale spiegazione, perché la Luna era al primo quarto quella notte.